# Beatriz Valdés
Beatriz Valdés (L'Avana, 12 maggio 1963) è un'attrice cubana.
È nata a Cuba, dove ha studiato dramma e lavorato come attrice prima di trasferirsi in Venezuela. Nel 1991 ha avuto il suo primo figlio. 

## Filmografia

### Film
- Una nueva criatura, regia di Francisco G. Siurana (1984)
- Lejanía, regia di Jesús Díaz (1986)
- Hoy como ayer, regia di Constante Diego e Sergio Véjar (1987)
- Como la vida misma, regia di Victor Casaus (1987)
- Capablanca, regia di Manuel Herrera (1987)
- La bella del Alhambra, regia di Enrique Pineda Barnet (1989)
- La voz del corazón, regia di Carlos Oteyza (1997)
- 100 años de perdón, regia di Alejandro Saderman (1998)
- Manuela Sáenz, regia di Diego Rísquez (2000)
- Perfecto amor equivocado, regia di Gerardo Chijona (2004)
- Amor en concreto, regia di Franco de Pena (2004)
- Azul y no tan rosa, regia di Miguel Ferrari (2012)
- Bolívar, el hombre de las dificultades, regia di Luis Alberto Lamata (2013)

### Serie TV
- Algo más que soñar - serie TV (1984)
- Piel - serie TV (1992)
- El paseo de la gracia de Dios - serie TV (1993)
- Volver a vivir - telenovela (1996)
- Salud, dinero y amor - serie TV (1997)
- Reina de corazones - serie TV (1998)
- Cambio de piel - telenovela (1998)
- Luisa Fernanda - serie TV (1999)
- Amantes de Luna Llena - serie TV (2000)
- Guerra de mujeres - serie TV (2001)
- Las González - serie TV (2002)
- Cosita rica - serie TV (2003)
- El amor las vuelve locas - serie TV (2005)
- Ciudad bendita - serie TV (2006)
- Arroz con leche - serie TV (2008)
- La vida entera - serie TV (2008)
- La mujer perfecta - serie TV (2010)
- Válgame Dios - serie TV (2012)
- Santa Diabla - serie TV (2013)